# Onychora agaritharia
Onychora agaritharia är en fjärilsart som beskrevs av Dardoin 1842. Onychora agaritharia ingår i släktet Onychora och familjen mätare. Inga underarter finns listade i Catalogue of Life.